# Abattage des poussins et des canetons

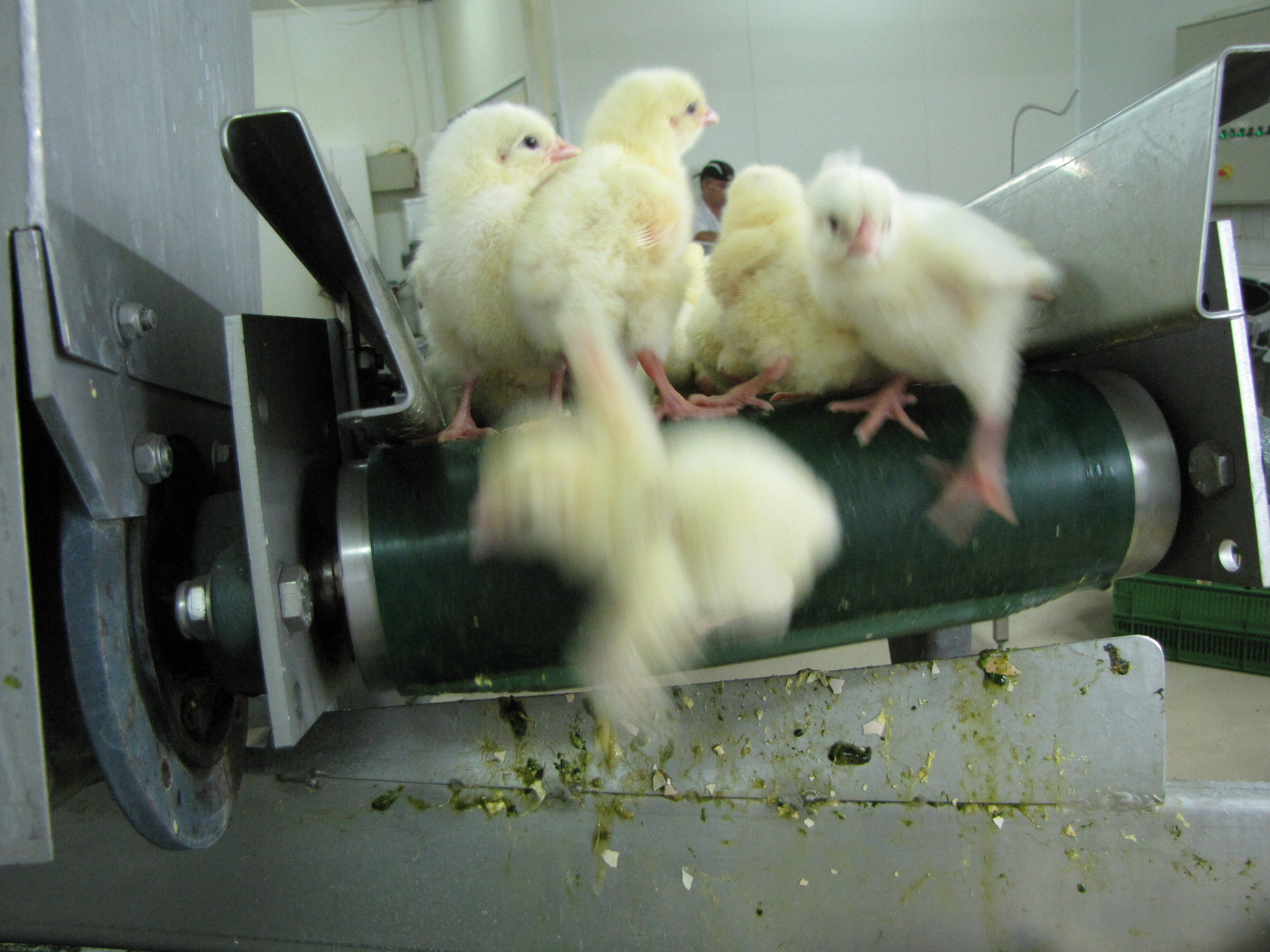
Poussins mâles sur une bande transporteuse de broyeur.

L'abattage des poussins et des canetons est le processus de mise à mort des nouveau-nés des volailles domestiques (poules et canards, principalement) lorsqu'ils ne présentent pas d'intérêt pour l'aviculture. Ce processus est présent dans l'exploitation des volailles pondeuses, en particulier dans les élevages multiplicateurs qui fournissent en jeunes femelles les exploitations produisant des œufs, ainsi que dans les exploitations de palmipèdes pour la production de foie gras. Il est utilisé dans tous les systèmes d'élevage, qu'ils soient en bâtiment (en cage et au sol) ou en plein air.
En exploitation de pondeuses, les poussins mâles sont considérés comme inutiles d'une part parce qu'ils ne pondent pas d'œufs, et d'autre part parce que seuls les reproducteurs des élevages de sélection et des élevages de multiplication sont nécessaires pour fertiliser les œufs. Les poussins mâles produits par les élevages de multiplication sont donc généralement abattus peu après leur éclosion et leur sexage. La plupart des méthodes d'abattage se font sans anesthésie ou étourdissement. Elles incluent la dislocation cervicale, l'asphyxie par le dioxyde de carbone et le broyage mécanique.

## Historique

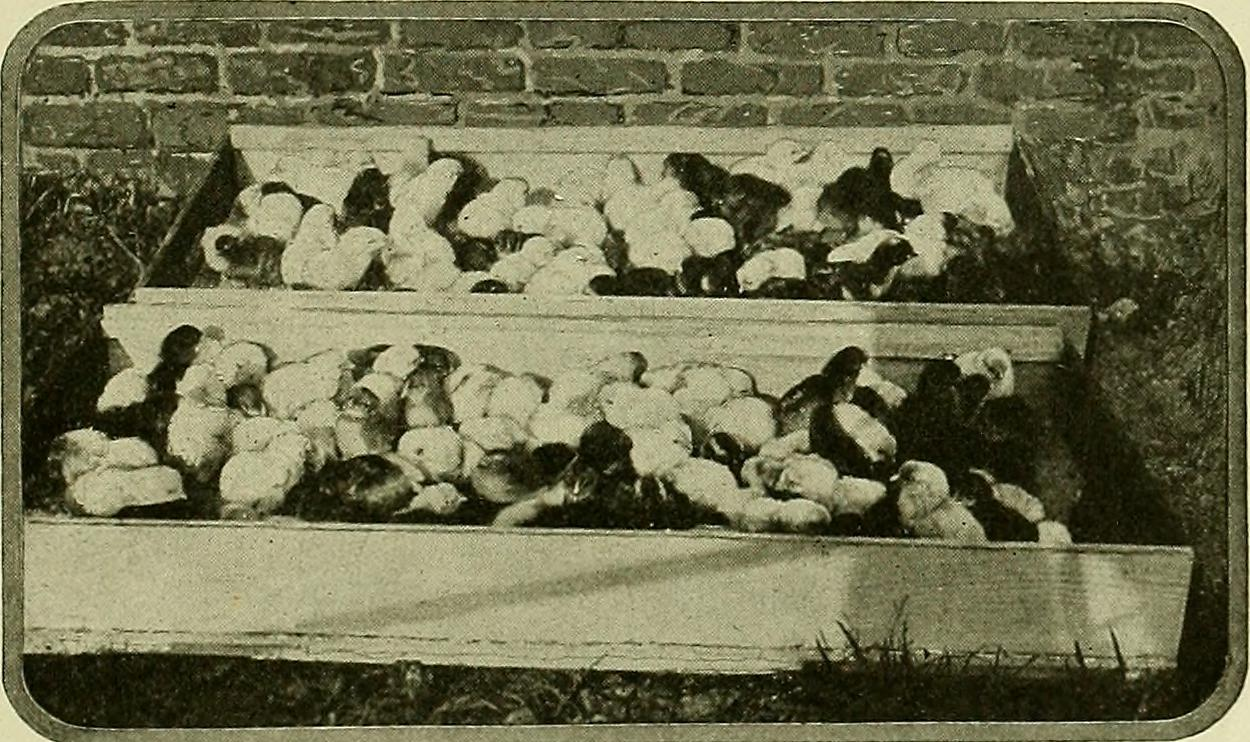
Poussins élevés au début des années 1900.

Avant le développement de l'élevage intensif, dans lequel les productions de poulets de chair et de poules pondeuses sont menées dans des filières séparées, la plupart des mâles de poule domestique (les coqs et coquelets) étaient élevés, menaient leur vie de reproducteur puis étaient engraissés et abattus pour l'alimentation, tandis que les femelles étaient utilisées pour la production d'œufs. Ce procédé d'élevage, fermier, perdure mais n'a pas vocation à contenter l'immense demande en filets, cuisses et œufs actuelle.
En conséquence, dans la filière industrialisée de production d’œufs, les poussins mâles sont abattus dès que possible après l'éclosion et le sexage, afin qu'ils n'induisent pas de charges pour l'éleveur (nourriture, logement...). Des techniques spéciales de sexage ont été développées pour déterminer avec précision le sexe des poussins le plus tôt possible. En Inde, par exemple, cet abattage concerne plus de 180 millions de poussins mâles par an.
Les canetons sont également abattus dans la production de foie gras. Après l'éclosion, les canetons sont sexés. Les mâles prenant plus de poids que les femelles, celles-ci sont abattues, parfois dans un broyeur industriel. Jusqu'à 40 millions de jeunes femelles canards peuvent être abattues de cette manière chaque année. Les femelles juvéniles qui ne sont pas abattues sont utilisées dans la nourriture pour carnivores domestiques, les engrais et l'industrie pharmaceutique.

## Méthodes

Statut juridique actuel de l'abattage des poussins dans l'industrie de la volaille dans le monde,,,,,,,,,,,,,,.
Interdiction de tout abattage des poussins
Broyage de poussins interdit, gazage de poussins légal
Interdiction prévue de tout abattage des poussins
Broyage de poussins légal, aucune interdiction prévue
Pas de données

Plusieurs méthodes sont utilisées pour l'abattage des poussins :
- Broyage : les poussins sont placés dans un grand broyeur haut-débit[18],
- Dislocation cervicale : le cou est brisé,
- Électrocution : un courant électrique passe à travers le corps du poussin,
- Asphyxie : les poussins sont placés dans des sacs en plastique,
- Gazage : le dioxyde de carbone est utilisé pour induire la perte de conscience et la mort[18].

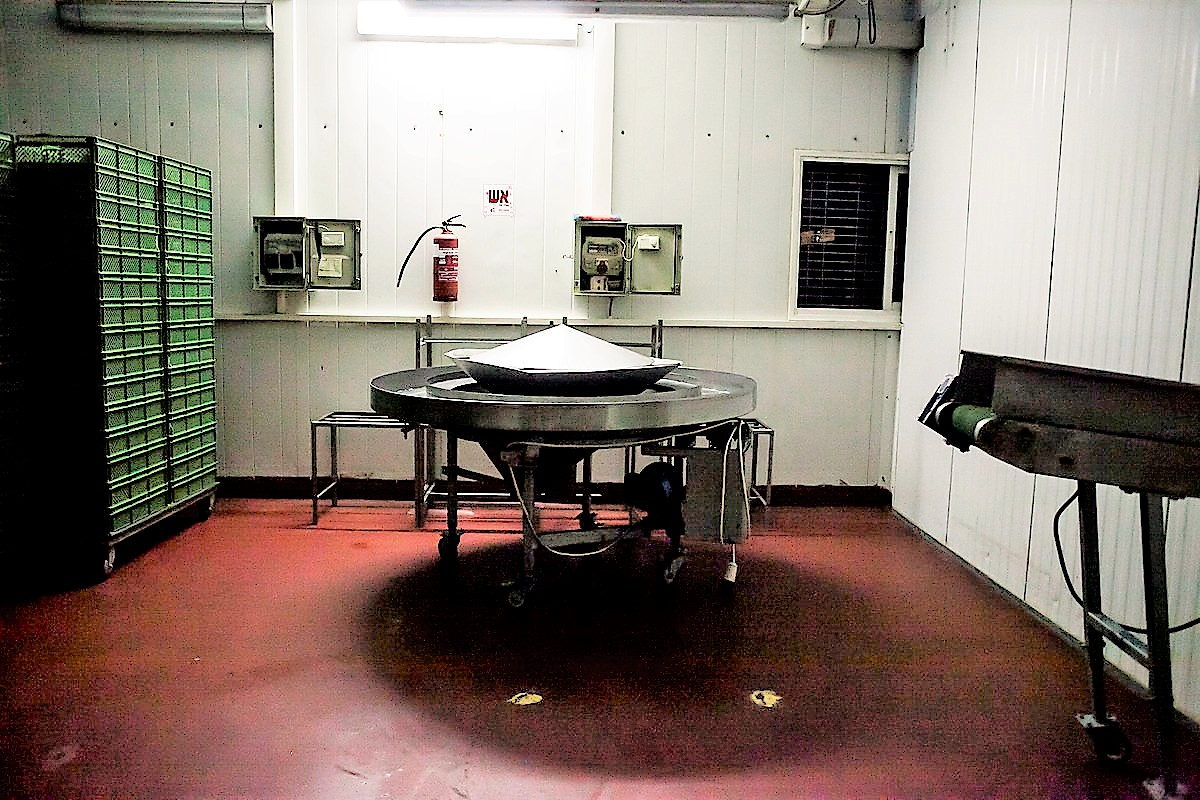
Machine utilisée pour broyer les poussins.
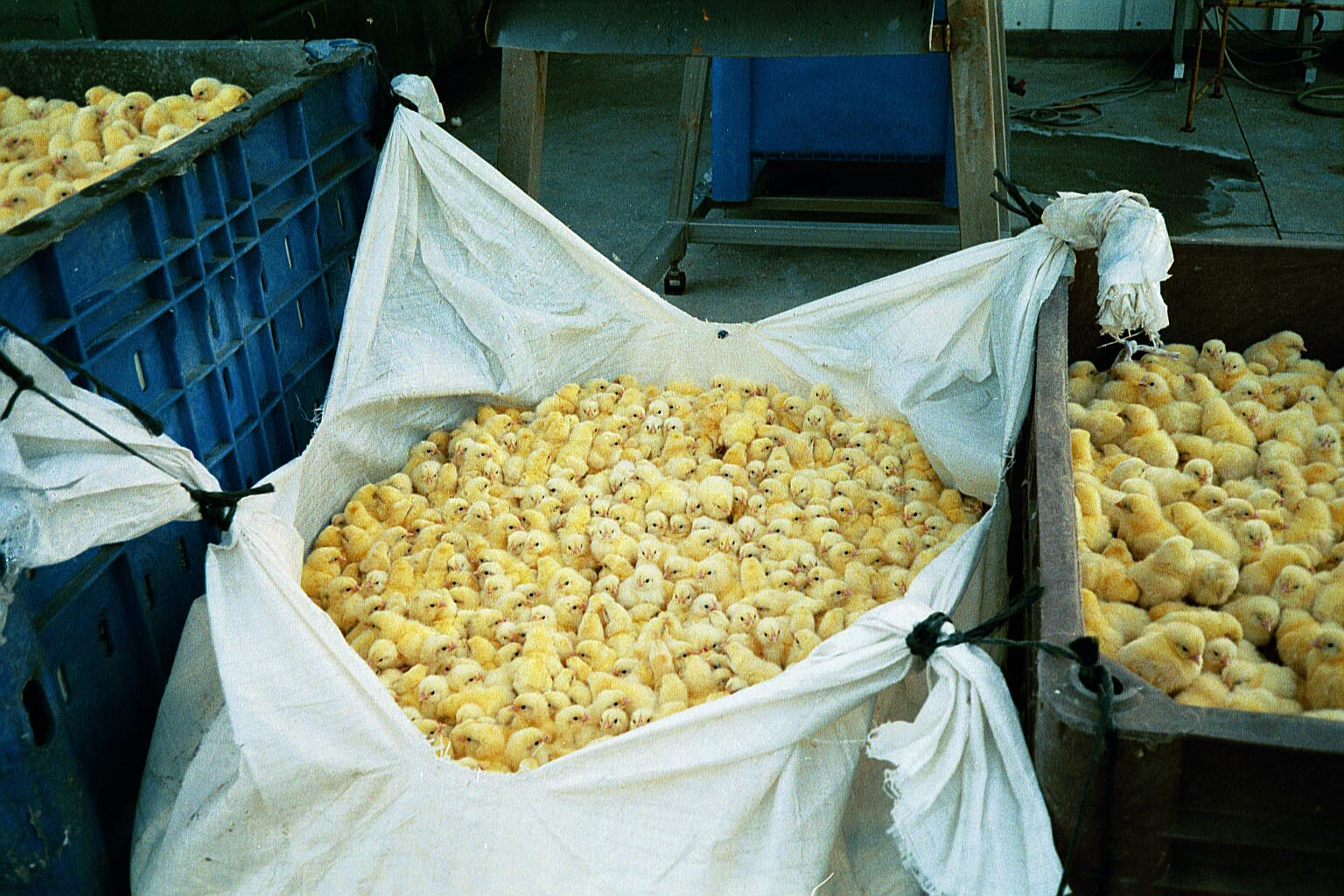
Poussins mâles prêts à être tués.
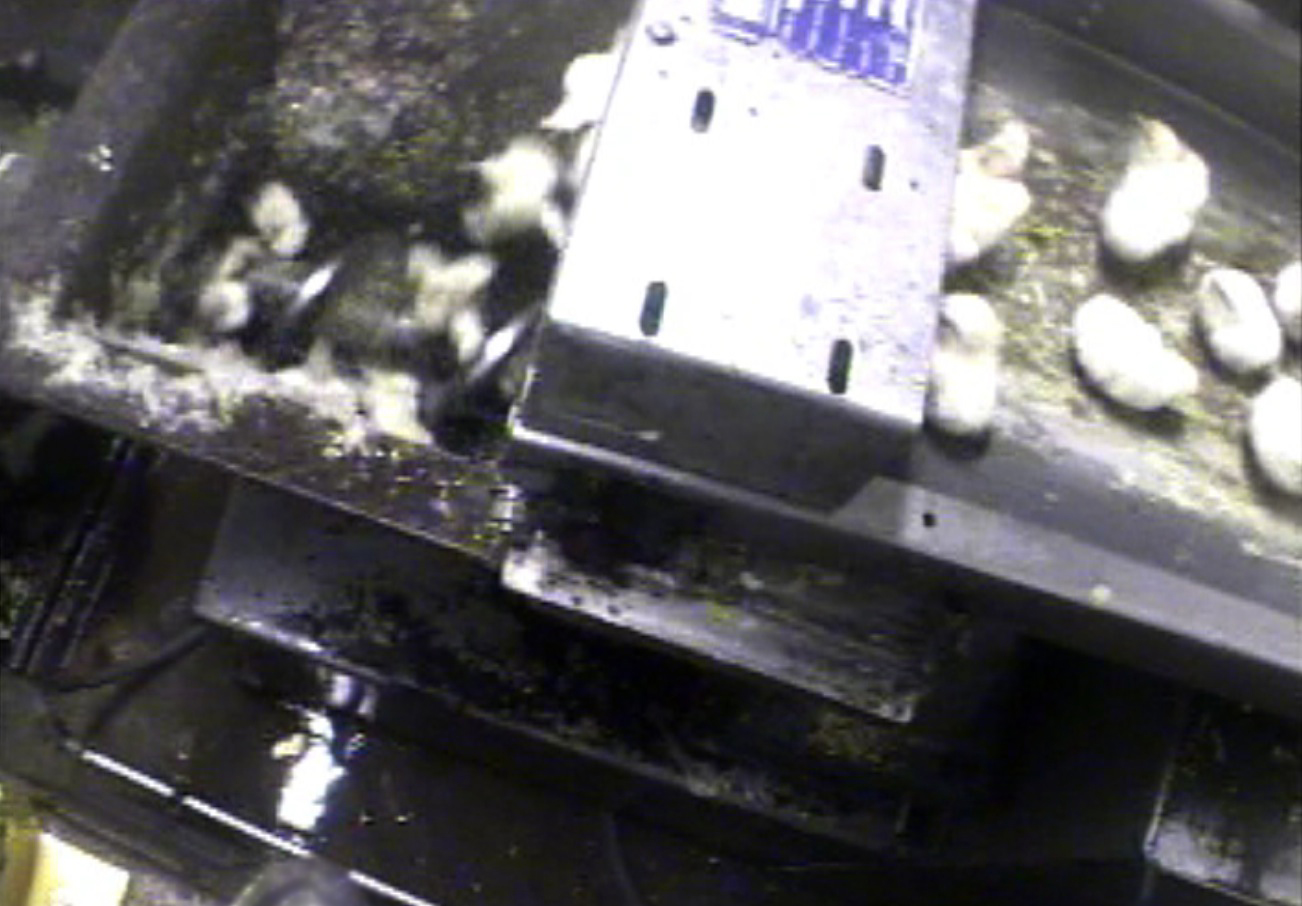
Poussins en cours de broyage.
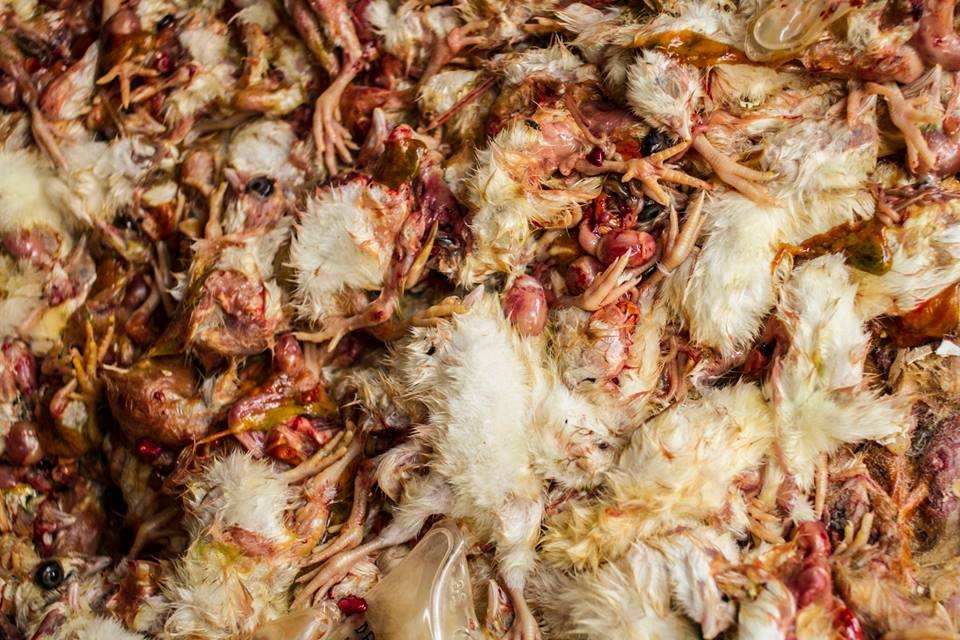
Poussins mâles déchiquetés.

### Méthodes recommandées aux États-Unis
L'American Veterinary Medical Association recommande en 2013 les méthodes de dislocation cervicale, de broyage et d'asphyxie par le dioxyde de carbone comme étant les meilleures options. Le conseil exécutif 2005-2006 de cette association a proposé un changement de politique, qui a été recommandée par le comité sur le bien-être des animaux. Elle stipule que « les poussins, dindonneaux, et œufs piqués (pour lesquels le poussin n'a pas réussi à sortir de l'œuf au cours de l'éclosion) indésirables doivent être tués par une méthode humaine acceptable, comme l'utilisation d'un broyeur entraînant une mort instantanée. Étouffer les poussins indésirables dans des sacs ou des conteneurs n'est pas acceptable. Ceux-ci doivent être tués avant leur élimination ».

### Méthodes autorisées dans l'Union européenne

Statut juridique actuel de l'abattage des poussins en Europe.
Interdiction de tout abattage des poussins
Broyage de poussins interdit, gazage de poussins légal
Interdiction prévue de tout abattage des poussins
Broyage de poussins légal, aucune interdiction prévue
Pas de données

Les procédés autorisés de mise à mort des poussins ont été harmonisés au niveau européen. La règlementation initiée en 1976 a évolué en 1993, première directive à prendre en compte spécifiquement les poussins, puis en 2009 avec une application prévue à partir du 1er janvier 2013 : 
- l'utilisation d'un dispositif mécanique entraînant une mort rapide (essentiellement le broyage) ;
- l'exposition au dioxyde de carbone.

#### Allemagne
L'abattage par broyage devrait être interdit en Allemagne dès 2022.

#### Belgique
Le gouvernement wallon, via la ministre chargée du Bien-être animal Céline Tellier, décide d'interdire la pratique du broyage des poussins de volailles en région wallonne en mars 2021. Cette pratique n'étant pas d'usage dans les exploitations de cette région du pays, il s'agirait d'une volonté de s'aligner sur les engagements de l'Allemagne et de la France,.

#### France
En élevage de canards à foie gras, les canetons femelles sont abattus, car leur foie serait moins bien conformé et moins lourd. Ainsi, seuls les canards mâles sont utilisés dans l'indication géographique protégée (IGP) « Canard à foie gras du Sud-Ouest (Chalosse, Gascogne, Gers, Landes, Périgord, Quercy) ».
Le gouvernement français acte la fin de l'abattage des poussins pour le 1er janvier 2023. Les couvoirs en activité devront s'équiper de machines permettant le sexage in ovo[réf. souhaitée]. L'association L214 dénonce cependant les dérogations prévues par la loi qui permettent le maintien du gazage et broyage des poussins à certaines filières, mais également à d'autres volatiles telles que les dindes, canetons, pintades ou faisans,.

### Suisse
Le broyage des poussins est interdit le 1er janvier 2020, le mode d’abattage au moyen du dioxyde de carbone y reste autorisé[réf. souhaitée].

## Controverse
Les défenseurs des droits des animaux et du bien-être animal soutiennent que les pratiques d'abattage des poussins en vigueur ne sont pas éthiques,.
Le Land allemand de Rhénanie-du-Nord – Westphalie a essayé en 2013 de faire voter une loi interdisant la pratique du broyage, mais deux élevages avaient opposé un recours. En 2019, la Cour administrative fédérale a donné satisfaction à ces derniers : le broyage reste autorisé pour une durée indéterminée. Les juges ont aussi décidé que cette autorisation devait faire office de « période transitoire » « jusqu’à l’apparition, dans un délai a priori rapproché, de méthodes pour déterminer le sexe dans l’œuf ».

## Alternatives
Pour les antispécistes, une alimentation végétalienne est la solution la plus éthique car permettant de se passer de l'exploitation des oiseaux, la question de l'abattage des poussins et des canetons ne se pose alors pas. Cependant, dans une approche welfariste visant à réduire une mortalité et des souffrances évitables, certains militent pour que la détermination du sexe des poussins soit obligatoire avant l'éclosion. 
De nombreux travaux de recherche appuyés par des fonds publics se sont développés depuis plusieurs années pour mettre en place une telle solution. 
Deux méthodes ont vu le jour récemment permettant de détecter le sexe de l’embryon dans l'œuf, technique dite de sexage in ovo, évitant ainsi d'avoir à tuer des poussins mâles, avec chacune des avantages et des inconvénients : 
- L’université de Leipzig a développé une technique basée sur la projection d’un rayon de lumière à l’intérieur de l’œuf, permettant de détecter la différence entre l’ADN mâle et femelle. Dès novembre 2018, l'entreprise Seleggt qui exploite le brevet, a annoncé la commercialisation de cette technologie[36],[37].

- L’autre méthode, développée aux Pays-Bas et en France, se base sur la détection de substances indicatrices du sexe (à priori non invasif)[réf. nécessaire].

La différenciation sexuelle de l'embryon de poule commence au cinquième jour après la ponte, l'incubation durant vingt-et-un jours au total. En 2021, les deux principales technologies développées en Allemagne permettent un sexage in ovo de l'embryon de poule au treizième jour (par analyse de la couleur des plumes) ou dès le neuvième jour (par prélèvement et analyse hormonale de liquide allantoïque, technique jugée plus invasive).